# 機動戦士Oガンダム
『機動戦士Oガンダム』（きどうせんしオーガンダム）は、「月刊OUT」1986年3月号に掲載されたアニメ作品群『ガンダムシリーズ』を題材にしたパロディ企画記事、および同誌上で連載された小説。「O」の意味として、記事に「ガンダムを超えた"規格外"（アウター）ガンダム」とある。
どちらにも、書籍『ガンダムセンチュリー』に見られるような「設定」をめぐる遊びが見られた。

## 記事
1986年3月号の記事は『機動戦士Oガンダム・光のニュータイプ』のタイトルで掲載された。
雑誌の冒頭、『機動戦士ガンダムΖΖ』の紹介記事の前の部分にフルカラー8ページに渡ってセル画を背景に、監督インタビュー、キャラクター設定、各話リスト、声優紹介、主題歌の歌詞、関連商品（プラモデル、小説）紹介に至るまで、本物同然に製作されていた。「副通エージェンシー」「目本サンライズ」「名吉屋テレビ」と微妙に文字を変えた著作権表示を記事の隅に入れる凝りようであった。そして、「ごめんなさい!これがホントのΖΖです」という見出しの後に本物の『ΖΖ』の紹介記事が2ページあり、こちらには創通エージェンシー・日本サンライズ・名古屋テレビによる本物の著作権表示が付いている。
この記事が掲載された号が発売されたのは1986年1月下旬で、『機動戦士Ζガンダム』の結末と後番組についてはまだ十分な発表がなされていない段階であった。新旧の番組の移行期を狙って「ウソの新番組紹介」として世に出たものである。なお、『OUT』ではこの記事の掲載に先立って3か月にわたり「耳よりニセ情報コーナー」と題して「重合金マジンガイム」（『重戦機エルガイム』+『マジンガーZ』）、「機動忍者隊ガッチャムF」（『Ζガンダム』+『科学忍者隊ガッチャマンF』）、「超獣戦艦NEWダンクーガ完結編」（『超獣機神ダンクーガ』+『宇宙戦艦ヤマト 完結編』）といった、当時と過去のアニメをミックスしたフェイク作品の設定資料が（実際の設定資料紹介記事と同じ体裁で）掲載されている。
Oガンダムは、敵側が開発したものを奪い、そのまま主役機として使用するという、当時としては珍しい設定となっている（ガンダムシリーズで同じ経歴を持つ機体は、『機動戦士Ζガンダム』のガンダムMk-IIや『機動新世紀ガンダムX』のガンダムダブルエックス、『機動戦士ガンダムSEED』のフリーダムガンダム、記事中では『重戦機エルガイム』のエルガイムMk-IIを例に挙げている）。また、Oガンダムのフィードバックシステムという、メインタイトルである「光のニュータイプ」の意味を示すキーワードが隠されるなど、硬派な設定が掲載されていた。また、OガンダムはΖガンダム同様に後半の主役機であり、序盤はΖガンダムから可変機能をオミットした、ΖガンダムMk-IIなる機体を主人公は操縦するとされている。

### 物語の概要
宇宙世紀0088年を舞台に、新生エゥーゴと、アクシズを継ぐ「スーパー・ジオン」との戦い、その戦いに巻き込まれた、ニュータイプの理論的完成形態「ステロタイプ」の少年タロ・アサティらの活躍を描く。
「スーパー・ジオン」は、ハマーン・カーンの弟であるカーン・ジュニアが総統として率いており、その傍らにはクワトロ・バジーナと同型のサングラスをした謎の女性、アルテイシア少佐がいる。
グリプス戦役終盤で行方不明になったシャア・アズナブルも謎のモビルスーツ・パイロットとしてスーパー・ジオンと敵対する。また、物語後半にはアムロ・レイとベルトーチカ・イルマの幼い息子であるソーラ・レイも登場する。

### 登場兵器
Oガンダム
廃棄された試作コロニー「サイド0」でスーパー・ジオンによって開発されていた、ガンダムタイプの試作モビルスーツ（MS）。新生エゥーゴ側によって強奪され、ΖガンダムMK-IIに代わるタロの乗機となる。
本作においては「初のサイコミュ搭載型ガンダム」とされているがニュータイプ専用機ではなく、オールドタイプである普通のパイロットが操縦することも可能であり、さらにオールドタイプのパイロットが持つニュータイプの素質を引き出し、ニュータイプへと覚醒させるフィードバックシステムを搭載している。また、可変MSでもあるがその詳細は公表されておらず、画稿もMS形態のものしか存在しない。武装などの詳細も不明であるが、何らかの銃器を携行している。
機体名の「O」はその設計思想「規格外（アウター）」の頭文字であると同時に、サイド「0」で試作された最初の試作機（0号）という意味も持つ。
ΖガンダムMK-II
Ζガンダムの非可変量産型（型式番号：MSU-010）。Oガンダム以前のタロの乗機。
G・ザック
ハイザックの発展型（型式番号：PCX-005）。新生エゥーゴ、スーパー・ジオン双方で運用されている。
サイコガンダムMK-IV
スーパー・ジオンが運用するサイコガンダムの後継機（型式番号：MOX-012）。アルテイシア少佐の乗機。
ガザX
スーパー・ジオンの主力可変MS（型式番号：NNT-001）。
百一式
「謎のモビルスーツ・パイロット」の乗機。
アーガマ2
アーガマの後継艦として新造された新生エゥーゴの巡洋艦。艦長はブライト・ノア。『ΖΖ』に登場するネェル・アーガマとは異なり、第1話から登場するとされている。
グワラン・フォートレス
スーパー・ジオンの要塞艦で、カーン・ジュニアの乗艦。グワジン級の「グワラン」との関連性は不明。

## 小説
1987年6月号から『機動戦士Oガンダム 音声多重アウトサイドストーリー』、1988年2月号から『機動戦士OガンダムII』のタイトルで連載された。作者は霜月たかなか、イラストは江口勇（1987年6月号〜）、南田操（1988年2月号〜）。
フェイク企画の「Oガンダム」から1年以上経った後、新たに『OUT』誌上で「Oガンダム」の小説連載が開始された。内容や設定は以前のものとは別物となり、物語も過酷な運命を背負った主人公兄妹の逃避行が中心となった。設定や構成は綿密に作られており、本家ガンダム小説にも劣らない出来に仕上がっていたが、単行本として発売されることはなかった。
内容は、武士道精神を（大幅に誤解した上で）基軸に据えた新勢力と、「マイナスのニュータイプ」を持つゆえに敵に追われ、流浪を余儀なくされる兄妹の物語である。この小説で登場するOガンダムは、兄妹が敵から逃げるために奪ったモビルスーツという設定となっている。
主人公側は上記のような設定のため、重く暗い雰囲気をうかがわせるが、敵側の飛び抜けた設定（作中で「ブシドー!」と兵達が歓呼したり、モビルスーツの型名が「ブシ」、「コムソ」、「ダイミョウ」だったりするなど。これらのモビルスーツは本作と同じスピンオフ作品である『Gの影忍』同様、時代劇に登場する武士や忍者などの姿をアレンジしたデザインになっている）により独特の世界が展開され、重い雰囲気を感じさせないストーリー展開となっている。また、明らかなパロディ設定として、スペースコロニーは慣性で自転しておらず、「コロニー回し」と呼ばれる作業によって回っていることになっている。
なお、タイトルの「音声多重」とはページの下の部分に脚注のような形で解説の「副音声」が記されていたことに由来する。

### 主な登場人物
タロ・アサティ
本編の主人公。ガンダムΖΖの主人公ジュドー・アーシタの姓を「明日」と読んで、「明後日」（あさって）の意で名づけられている。
ファナ・アサティ
タロの妹。兄のタロと合わせて「太郎と花子」から取られた名前と考えられるが、「副音声」では「ファナティックのファナ」と揶揄されている。
バトゥール・C・サルタン
元ジオン公国軍人。ジ・オウンの雇われパイロットとしてタロと敵対する。
モビルスーツのエースパイロットであるが、敵（地球連邦軍）以上に味方をも撃墜しているため、「ジオンの自殺点」「ジオンの石崎」との異名を持つ。また、姓のサルタンにちなみ、「赤い流星のシャー」というあだ名も持つ。
本物は隻眼で眼帯をしているが、登場するバトゥールは偽物であり、眼帯の下にはちゃんと眼がある。その正体は、『ガンダムΖΖ』には登場しなかったとある重要人物である旨が示唆されているが、明言はされていない。
名前の由来は、バトル（戦闘）・コンサルタント。
ヨイトモ・ミナモト
ジ・オウン軍総帥。タロ、ファナ兄妹の実の父親でもある。
タロ、ファナ兄妹の本名は、タロ・ミナモト、ファナ・コ・ミナモトである。
ヴィナン・ユキノジョウ
ヨイトモ・ミナモト亡き後に、ジ・オウン軍残党を率いる。火星そのものを地球にぶつけるという「火星落とし」計画を実行しようとする。IIで登場。
ゲンサン博士
火星在住の科学者、工学者。Oガンダムの設計を行った。IIで登場。
{\displaystyle E\neq MC^{2}} の刺青をしている。相対性理論を否定し、独自の理論を構築・実践する。
ナニ
火星在住の少女。大阪弁で話す。本名は、ナニ・ワッコ。IIで登場。

### 設定
ジ・オウン (The Own)
火星コロニーに本拠を持ち、武士道精神を（大幅に誤解した上で）基軸に据えた勢力。地球連邦に対し、各コロニー政府を藩とした幕藩体制への移行を要求し、宣戦を布告した。なお、連邦議会はこの宣戦布告を満場一致で爆笑し、丁重に無視した。
ニューロ・タイプ
負のニュータイプ。ニュータイプが精神、認識を身体の外部に拡大して知覚力を向上させるのに対し、意識を縮小（作中では主に気絶）し思考しないことによって反応速度を極限まで上げることが出来る人類。そのため、気絶状態で行動を起こせることがニューロタイプの絶対条件となる。相手の思考を察知して先手が取れるニュータイプも、思考しないニューロタイプの前では一般人と変わらない。その発現状態は、薄ら笑いを浮かべながらモビルスーツの操縦を行うといったものであり、「呪われたニュータイプ」との呼称もある。

### 登場兵器（小説）
Oガンダム
Grand Dummy（大型ダミー）計画（通常のモビルスーツよりはるかに巨大なハリボテのモビルスーツによって敵の戦意をくじくという計画）のために製造されたモビルスーツ。本体は通常モビルスーツのサイズであるが、大型のハリボテを動かすだけの出力を持ち、加速力や機動性にも優れる。
IIにて、その強大な出力は搭載されているミノフスキー粒子コンバーター（略称ミノリコンバーター。掲載誌である月刊OUTの発行元であるみのり書房とのダブルミーニング）にあることが明らかにされた。
ジム
ジム (GM)ではなく、事務用MSのJM。小説版冒頭に登場。
所持しているのもビームスプレーガンではなく、ボールペンである。
ブシ
ジ・オウンの主力モビルスーツ。ザクIIに酷似しているが、肩アーマーや脚部アーマーが肥大化しており、裃のシルエットになっている。なお、ジ・オウンの武士道精神に基づき、銃器は持たず、武装はヒート剣のみ。
野戦用のノブシなどのバリエーションも存在する。
コムソ
ブシの頭部を円筒形のレーダードームに換装した偵察型モビルスーツ。尺八の形状をしたビームサーベルを主武器とする。
ダイミョウ
重モビルスーツ。携帯するヒート剣がブシよりも多い。
頭部にミサイルも搭載しているが、これは自決用。
トヤマ
ジ・オウン軍の旗艦である宇宙戦艦。乗員の給与が他の艦よりも厚遇されているため、「超時給戦艦」の異名を持つ。
なお、ジ・オウン軍は船に「山」の名前を付けるのが慣習となっている。

## その他
以下の作品、作品に登場するモビルスーツは、いずれも本作の後に発表されているが本作とは直接的な関連性はない。
- 漫画『アウターガンダム』
- テレビアニメ『機動戦士ガンダム00』 - ダブルオーガンダム、0ガンダムが登場。
- 漫画『機動戦士ムーンガンダム』 - サイコガンダムMk-IVが登場。